# USS New Orleans (CA-32)
O USS New Orleans foi um cruzador pesado operado pela Marinha dos Estados Unidos e a primeira embarcação da Classe New Orleans, seguido pelo USS Astoria, USS Minneapolis, USS Tuscaloosa, USS San Francisco, USS Quincy e USS Vincennes. Sua construção começou em março de 1931 no Estaleiro Naval de Nova Iorque e foi lançado ao mar em abril de 1933, sendo comissionado na frota norte-americana em fevereiro do ano seguinte. Era armado com uma bateria principal composta por nove canhões de 203 milímetros montados em três torres de artilharia triplas, tinha um deslocamento carregado de mais de doze mil toneladas e alcançava uma velocidade máxima de 32 nós.
O New Orleans teve uma carreira relativamente tranquila durante seus primeiros anos de serviço, ocupando a maior parte de seu tempo com treinamentos e exercícios de rotina junto com o resto da frota. Atuou principalmente no Oceano Pacífico, primeiro a partir da Califórnia e depois do Havaí. O cruzador estava presente durante o Ataque a Pearl Harbor em dezembro de 1941, em que sua tripulação passou munição manualmente entre si para poderem utilizar suas armas antiaéreas contra as aeronaves japonesas. O New Orleans sofreu apenas danos leves durante o ataque e logo foi colocado de volta à ativa, sendo inicialmente designado para a escolta de comboios na Guerra do Pacífico.
Pouco depois foi colocado na escolta de porta-aviões, desempenhando esta função nas Batalhas do Mar de Coral e Midway. Em seguida atuou na Campanha de Guadalcanal, participando das Batalhas das Salomão Orientais e Tassafaronga, sendo torpedeado e seriamente danificado nesta última. Foi reparado e empregado em escoltas e bombardeios litorâneos nas Campanha das Ilhas Gilbert e Marshall, Nova Guiné, Ilhas Marianas e Palau, Filipinas e Ilhas Vulcano e Ryūkyū, incluindo as Batalhas do Mar das Filipinias, Golfo de Leyte e Okinawa. A guerra terminou em 1945 e o New Orleans foi descomissionado no início de 1947, permanecendo inativo até ser desmontado em 1959.